# Beautiful (chanson d'Akon)
Pour les articles homonymes, voir Beautiful.
Singles de Akon featuring Colby O'Donis et Kardinal Offishall
"I'm So Paid"
(2009) "Day Dreaming"
(2009)
Beautiful est le troisième et dernier single du troisième album d'Akon, Freedom. Le single a été enregistré à l'origine avec seulement Akon sur la piste, mais la version album ajoute Colby O'Donis et Kardinal Offishall. Elle a été diffusée sur Top 40 radio aux États-Unis le 6 janvier 2009. Il a été enregistré à A-Side à I'm So Paid au Royaume-Uni. La chanson parle d'Akon qui voit une fille dans un club et est attiré, il veut aller plus loin et la rencontrer. Il l'a maintes fois décrite dans ses chansons comme étant belle.

## Clip
Akon a posté une vidéo sur YouTube en déclarant qu'il est en train de tourner une vidéo pour la chanson et qu'il « souhaite le meilleur clip pour la chanson ». Une vidéo officielle a été faite au début du mois de janvier 2009, avec un concours MTV où le gagnant sera dans la vidéo. Colby O'Donis, Kardinal Offishall, Tyrese, A. R. Rahman, tous font des apparitions. La vidéo a été créée sur Yahoo! Music, le 24 février 2009. Le même jour, il a été ajouté à iTunes pour le téléchargement légal.

## Versions latines
Akon a enregistré une version latino-américaine du clip, mettant en vedette la chanteuse ex-RBD Dulce María. Elle a chanté certaines parties de la chanson en espagnol, et ils ont effectué ensemble la chanson, le 1er avril, au Mexique.
Aussi, une autre version de la chanson a été enregistrée avec la chanteuse brésilienne de hip-hop, Negra Li. Elle a chanté certaines parties de la chanson en portugais.

## Versions
- Album version (avec Colby O'Donis & Kardinal Offishall) : 5:12
- Radio edit/Video version (avec Colby O'Donis & Kardinal Offishall) : 3:52
- Radio edit/No rap (avec Colby O'Donis) : 3:51
- Remix (avec Dulce María) : 3:53
- Remix (avec Negra Lí) : 3:54
- Instrumental : 3:49

## Classement
| Classement (2008-2009)                 | Meilleure position |
| -------------------------------------- | ------------------ |
| Allemagne (Media Control AG)           | 34                 |
| Australie (ARIA)                       | 14                 |
| Belgique (Flandre Ultratop 50 Singles) | 38                 |
| Canada (Hot 100)                       | 16                 |
| États-Unis (Hot 100)                   | 19                 |
| États-Unis (Pop Airplay)               | 11                 |
| États-Unis (R&B/Hip-Hop Songs)         | 61                 |
| États-Unis (Dance Club Songs)          | 5                  |
| Europe (Hot 100)                       | 29                 |
| Hongrie (Rádiós Top 40)                | 2                  |
| Irlande (IRMA)                         | 13                 |
| Pays-Bas (Single Top 100)              | 24                 |
| Nouvelle-Zélande (RMNZ)                | 13                 |
| Norvège (VG-lista)                     | 16                 |
| Tchéquie (IFPI Rádio)                  | 18                 |
| Slovaquie (IFPI Rádio)                 | 22                 |
| Suède (Sverigetopplistan)              | 28                 |
| Suisse (Schweizer Hitparade)           | 34                 |
| Royaume-Uni (UK Singles Chart)         | 8                  |

### Certifications
| Pays              | Certification     |
| ----------------- | ----------------- |
| États-Unis (RIAA) | Disque de platine |
| Australie (ARIA)  | Disque de platine |

### Classement de fin d'année
| Classement (2009)              | Position |
| ------------------------------ | -------- |
| Australie (ARIA)               | 65       |
| Hongrie (Mahasz)               | 11       |
| Nouvelle-Zélande (RIAA)        | 46       |
| Royaume-Uni (UK Singles Chart) | 49       |
| États-Unis (Hot 100)           | 54       |